# Pike (Programmiersprache)
Pike (engl. für Hecht) ist eine objektorientierte Skriptsprache mit automatischer Speicherbereinigung (Garbage Collection). Ihre Syntax ist ähnlich wie die von C++ oder Java. Pike unterstützt Mehrfachvererbung, im Unterschied zu anderen Skriptsprachen ist Pike explizit typisiert. Pike ist historisch aus LPC entstanden.
Die Implementierung von Pike ist Open Source. Die bekanntesten in Pike geschriebenen Programme sind Caudium, der Webserver Roxen und open-sTeam, ein Programm zur Erstellung von virtuellen Wissensräumen. Darüber hinaus laufen die Server für den Opera Mini Browser mit in Pike geschriebener Software.

## Geschichte
Pike hat ihre Wurzeln in LPC, einer ursprünglich für die Entwicklung von MUDs entwickelten Sprache. Programmierer der schwedischen Universität Linköping, insbesondere Hübinette und Per Fredrik Hedbor benutzten die vom Projekt abgespaltene Sprache LPC4 als Rapid-Prototyp-Sprache für verschiedene Anwendungen.
Die LPC-Lizenz untersagte die Verwendung der Sprache für kommerzielle Zwecke, weshalb die Entwickler den Interpreter komplett umschrieben und ihn 1994 unter der GNU General Public License unter dem Namen μLPC (Mikro LPC) veröffentlichten.
Im Jahr 1996 wurde μLPC in Pike umbenannt, den Namen hielt man kommerziell für besser verkäuflich. Auch wenn sich der Name mit der Zeit mehrmals änderte, hat das heute als Roxen Internet Software firmierende Unternehmen über die Jahre zahlreiche Entwickler beschäftigt und Ressourcen für die Entwicklung von Pike bereitgestellt. Roxen ist auch der Name eines von der Firma in Pike entwickelten Web-Servers. Im Jahr 2002 wurde Pflege und Entwicklung von Pike bei Roxen wieder von der Universität Linköping übernommen. Mehrere Entwickler wurden bei Opera Software übernommen, das eine Niederlassung in Linköping hat. Pike spielt eine zentrale Rolle in der Opera Mini Software.

## Berichte
- Clemens Hackenberg: Eine Einführung in die Programmiersprache Pike. Freies Magazin, Ausgabe 04/2011, S. 19–26.[2]
- Danesh Daroui: Pike Programming Language. Dr. Dobb’s Journal, 22. Juli 2014.[3]